# Pandemia de COVID-19 en Mato Grosso
El primer caso de la pandemia de enfermedad por coronavirus en Mato Grosso, estado de Brasil inició el 20 de marzo de 2020. Hay 44.838 casos confirmados y 1.625 fallecidos.

## Cronología

### Marzo
El 20 de marzo un residente de la capital, Cuiabá, es el primer caso confirmado de la COVID-19 en el estado. El paciente ya había dado positivo en un examen realizado en un laboratorio privado, pero se recolectó una nueva muestra y se confirmó la enfermedad en el laboratorio central del estado.

### Abril
El 3 de abril, Mato Grosso registra su primera muerte debido a la COVID-19. El paciente era un hombre de 54 años, residente de Lucas do Rio Verde, tenía hipertensión y diabetes.
El 16 de abril Cuiabá, capital del estado, registra la primera muerte debido a la COVID-19, la quinta en el estado (los otros habían estado en Lucas do Rio Verde, Cáceres, Sinop y Rondonópolis). El paciente era un hombre de 79 años.

## Registro
Lista de municipios de Mato Grosso con casos confirmados:
| Posición | Municipio          | N.º casos | N.º muertes |
| -------- | ------------------ | --------- | ----------- |
| 1        | Cuiabá             | 235       | 2           |
| 2        | Rondonópolis       | 69        | 2           |
| 3        | Várzea Grande      | 66        | 3           |
| 4        | Barra do Garças    | 45        | 3           |
| 5        | Lucas do Rio Verde | 30        | 2           |
| 6        | Primavera do Leste | 28        | 0           |
| 7        | Sinop              | 26        | 2           |
| 8        | Tangará da Serra   | 18        | 0           |
| 9        | Sorriso            | 18        | 0           |
| 10       | Cáceres            | 18        | 2           |
| 11       | Rosário Oeste      | 16        | 0           |
| 12       | Peixoto de Azevedo | 13        | 0           |
| 13       | Nova Mutum         | 13        | 1           |
| 13       | Jaciara            | 12        | 0           |
| 13       | Jaciara            | 12        | 0           |
| 14       | Confresa           | 11        | 0           |